# Krzysztof Tuduj
Krzysztof Tuduj (ur. 25 kwietnia 1981 w Warszawie) – polski prawnik i polityk, poseł na Sejm IX i X kadencji (od 2019).

## Życiorys
Ukończył studia prawnicze na Uniwersytecie Wrocławskim (2010) oraz studia podyplomowe z zakresu zarządzania kryzysowego w Akademii Wojsk Lądowych we Wrocławiu (2017). Pracował m.in. jako prawnik i handlowiec. Wstąpił do Ruchu Narodowego, był przewodniczącym okręgu dolnośląskiego partii, został pełnomocnikiem do spraw budowy i rozwoju krajowych i zagranicznych struktur ugrupowania oraz wiceprezesem RN. Był między innymi wieloletnim współorganizatorem Wrocławskiego Marszu Rodzin. W wyborach samorządowych w 2014 i 2018 bezskutecznie ubiegał się o mandat radnego sejmiku województwa dolnośląskiego. Bezskutecznie kandydował także w wyborach do Parlamentu Europejskiego w 2019.
W wyborach parlamentarnych w 2019 uzyskał mandat posła na Sejm IX kadencji. Kandydował w okręgu wrocławskim z listy Konfederacji Wolność i Niepodległość, otrzymując 19 617 głosów. W wyborach w 2023 z powodzeniem ubiegał się o reelekcję, otrzymał wówczas 25 922 głosy.

## Wyniki wyborcze
| Wybory | Komitet wyborczy                              | Komitet wyborczy                              | Organ                                        | Okręg | Wynik          |
| ------ | --------------------------------------------- | --------------------------------------------- | -------------------------------------------- | ----- | -------------- |
| 2010   |                                               | KWW Polski Wrocław                            | Rada Miejska Wrocławia                       | nr 2  | 11 (0,04%)     |
| 2014   |                                               | Ruch Narodowy                                 | Sejmik Województwa Dolnośląskiego V kadencji | nr 1  | 274 (0,16%)    |
| 2018   | Sejmik Województwa Dolnośląskiego VI kadencji | Ruch Narodowy                                 | 382 (0,15%)                                  | nr 1  |                |
| 2019   |                                               | KWW Konfederacja KORWiN Braun Liroy Narodowcy | Parlament Europejski IX kadencji             | nr 13 | 16 129 (1,83%) |
| 2019   |                                               | Konfederacja Wolność i Niepodległość          | Sejm IX kadencji                             | nr 3  | 19 617 (3,00%) |
| 2023   | Sejm X kadencji                               | Konfederacja Wolność i Niepodległość          | 25 922 (3,34%)                               | nr 3  |                |